# Gonartroză
Gonartroza sau artroza genunchiului este o afecțiune care constă în distrugerea cartilajului suprafețelor articulare ale genunchiului. Leziunea primară în artroză este la nivelul cartilajului.

## Frecvența
Artroza genunchiului este o problemă de sănătate importantă prin frecvența mare la populația de peste 40 de ani. Este caracterizată prin câteva elemente:
		- afectează 25-30% din persoanele în vârstă de 45-64 de ani
		- afectează 60% dintre persoanele > 65 de ani

## Etiologie
1) Alinierea anormală a genunchiului: in varus sau in valgus
2) Instabilitatea genunchiului:
		- ligamentară
		- post-meniscectomie
3) Incongruența articulară:
		- prin fractură 
		- prin ruptura meniscului
4) Traumatisme directe: pot produce modificări cartilaginoase degenerative. Traumatismele pot fi unice și majore sau repetate și mici.
5) Inflamațiile: reumatismale și infecțioase (septice și specifice).

## Clasificare
Clasificarea se bazează pe:
		- examenul clinic
		- examenul radiologic
		- artroscopie
Pe baza acestor examene, AG a fost impărțită în 4 stadii de gravitate:
1) stadiul I: modificările sunt minime: 
- simptome clinice minime: durere ușoara și uneori tumefacție articulară
- radiologic: nu sunt încă modificări radiologice sau ele sunt minime 
- artroscopic: semne de degenerare cartilaginoasă (cartilaj moale, opac, gălbui și uneori cu fibrilare fină a suprafeței articulare) și semne de degenerare meniscală
- tratament: conservator:
- repaus

- reducerea greutății corporale (spre cea ideală)

- purtarea pantofilor cu talpă elastică pentru reducerea impactului cu solul

- folosirea unui baston pentru descărcarea genunchiului

- folosirea antiinflamatoarelor nesteroidiene. În privința corticoizilor, părerile sunt împărțite.

- lavajul articular artroscopic: se face din abundență în timpul artroscopiei diagnostice.

2)  stadiul II: 
- clinic: simptomele sunt moderate: durere, tumefacție, redoare crescătoare
- radiologic: diminuarea spațiului articular pe radiografia în sprijin
- artroscopic: fibrilarea cartilajului și meniscuri degenerate
- tratament:
- conservator: repaus, reducerea greutții corporale, purtarea pantofilor cu talpă elastică, descărcare prin baston, antiinflamatoarele nesteroidiene  merg cel mai bine în acest stadiu.
- artroscopic: lavajul + debridarea. Este stadiul în care acest tratament dă cele mai bune rezultate. Sunt eliminate mici fragmente de cartilaj,  prostaglandine și alte enzime din lichidul sinovial, responsabile de durere.

3) stadiul III: 
- clinic: simptome moderate
- radiologic: diminuarea spațiului articular + formarea osteofitelor
- artroscopic: fragmentarea cartilajului. Se formează o ulcerație ce afectează o parte din grosimea cartilajului și al cărei fund este neregulat.
- tratament:
- conservator
- artroscopic: debridare + reacoperirea suprafeței lezate prin:

- microfracturi
- mozaicoplastie (în leziunile mici: 1,5-2 cm diametru)
- autogrefe condrocitare (cu participarea bancilor de țesuturi)
4) stadiul IV:
- clinic: simptome severe: durere de repaus, redoare articulară, deformare articulară, instabilitate
- radiologic: spațiu articular mult redus, scleroza osoasă în zona de sprijin, osteofite, dezaliniere
- artroscopic: dezgolirea osului subcondral pe zone întinse, cu os scleros și dur
- tratament: antiinflamatoare, osteotomia de realiniere, artroplastia unicompartimentală sau totală.

## Tratament
Este bine să se desfășoare astfel:
a.) tratamentul inițial este nefarmacologic, folosind terapia fizică și educarea pacientului
b.) tratamentul medicamentos include antiinflamatoarele nesteroidiene, injectarea intraarticulară de suplimentatoare de viscozitate și injectarea intraarticulară de corticoizi.
c.) tratamentul artroscopic se adresează cazurilor severe, în care durerea este intensă și există și o pierdere semnificativă a mobilității și tratamentul medicamentos nu mai este eficient.
Terapia fizică: sunt recomandate:
- tonifierea musculaturii (antrenamentul muscular este individualizat și progresiv)
- ameliorarea mobilității genunchiului
Modificarea stilului de viață:
- supravegherea greutății corporale.
- ameliorarea alimentației
- ameliorarea obiceiurilor: abandonarea sporturilor (tenis, fotbal, etc.), evitarea ridicării și purtării greutăților. Se recomandă deplasările cu bicicleta, iar ca sport – doar înotul.
Tratamentul medicamentos:
1) antiinflamatoarele nesteroidiene: mulți autori le recomandă ca fiind benefice atât asupra durerii cât și pentru ameliorarea mobilității (prin reducerea inflamației). Ibuprofenul s-a dovedit superior altor antiinflamatoare în ameliorarea durerii (în gonartrozele cu durere severă).
Avantaje: acțiunea începe imediat, dozarea este foarte variată, existând multe clase de antiinflamatoare.
Dezavantaje: toxicitatea gastro-intestinală (ulcerații, perforare, sângerare, obstrucție), toxicitate renală, răspunsul este variabil, nu impiedică evoluția bolii.
2) suplimentatoarele de viscozitate: încearcă să restaureze proprietățile normale ale lichidului sinovial (lubrifiere, efect antișoc), au efect dovedit analgezic timp de luni după administrare la 70% din cazuri.
Indicații: pacienții cu uzură moderată > 40 de ani.
Contraindicații: sensibilitate la produs, uzură articulară mare (în special când este însoțită de genu varum secundar), tumefacția sinovială și hidartroza (întiâi va fi controlată inflamația și doar după aceea vor fi administrate viscosuplimentatoarele), prezența unui obstacol intraarticular (întâi va fi scos obstacolul).
Probleme nerezolvate: dozajul optim și dacă greutatea moleculară a preparatului este important și cum. Se pare că produsele cu greutate mai mare sunt mai eficace.
3) corticoizii administrați intraarticular: în prezent există 2 mari opinii privitoare la această terapie: 
- cei care nu susțin folosirea intraarticulară a corticoizilor pentru că favorizează degenerarea articulației (artropatia corticoidă) și au efect redus și doar simptomatic
- cei care susțin folosirea lor pentru că ameliorează semnificativ durerea, au efect antiinflamator puternic, îmbunătățesc funcția musculară și reduc formarea osteofitelor (ca număr și dimensiune).

Complicații: injectarea corticoizilor în tendoane crește riscul de ruptură; artrita cristal-indusă ce determină o reacție inflamatoare (rară; depinde de preparat și de suspensia în care este conținut corticoidul); osteonecroza (distruge osul subcondral în capul și condilul femural)
- Tratamentul artroscopic: rolul artroscopiei în gonartroză:

- rol preventiv: diagnosticul timpuriu al artrozei, înaintea apariției modificărilor Rx
- tratează leziunile asociate care favorizează artroza: rupturile meniscale, rupturile ligamentare
- rol diagnostic: stabilește gradul artrozei și tratamentul ce trebuie urmat
- rol terapeutic: tehnici benefice în gonartroză:
a) lavajul: asigură ameliorarea simptomelor la 85% din cazuri. La 2 luni post lavaj 60% dintre cei operați înca mai au ameliorare. Este doar un tratament paliativ modest.
b) debridarea: scoate din articulație fragmente libere meniscale, cartilaginoase sau sinoviale dar și fragmente încă aderente dar parțial desprinse.
	Eficacitatea pe stadii a lavajului + debridării la 6 ani postoperator: 
		- stadiile I și II: 83% încă aveau ameliorare a simptomelor 
		- stadiile III si IV: 58% încă mai aveau ameliorare a simptomelor
c) tehnica microfracturilor: este urmată de rezultate mai bune decât debridarea: la 7 ani postoperator rezultatele bune au reprezentat 75% din cazuri.
d) tehnica mozaicoplastiei: indicată pentru leziunile relativ mici: 2-3 cm pătrați. Rezultatele pe termen scurt sunt mulțumitoare la 87% din cazuri.
e) autogrefa condrocitară: autogrefa crescută într-o bancă de țesuturi
Artroscopia este indicata pentru tratamentul artrozelor de stadiul II si III.
- Artroplastia genunchiului: este soluția finală de tratament a AG (stadiul IV).

## Contraindicații
a.)Contraindicații absolute: infecții active sau recurente, obezitatea
b.)Contraindicații relative: pacienții tineri și activi, articulația neurotrofică, starea psihică necorespunzătoare.

## Complicații
a) alinierea incorectă a componentelor;
b) dezechilibrul parților moi; 
c) complicații patelare: subluxații, fractura;
d) infecții

## Rezultate
de ansamblu după PTG: bune și foarte bune la 90% dintre pacienți (ameliorarea durerii și a funcției genunchiului).